# Плебисциты Итальянского королевства
Плебисциты Итальянского королевства — серия плебисцитов XIX века в государствах Итальянского полуострова, по результатам которых эти территории были присоединены к Сардинскому королевству, а оно само преобразовано в королевство Италия.

## 1848
В 1848 году прошли плебисциты в Герцогстве Парма и Пьяченца и в Ломбардии. Ломбардия того времени не включала современную провинцию Мантуя (остававшуюся в составе Австрии), а также Ломеллину и Ольтрепо Павезе (уже являвшиеся частями Сардинского королевства). Решение плебисцита в Ломбардии не вступило немедленно в силу, так как месяц спустя Австрия разбила Сардинское королевство в ходе австро-итальянской войны, оно было реализовано лишь в 1859 году, когда в ходе австро-итало-французской войны Ломбардия была отвоёвана Сардинским королевством.
| Территория                        | Дата   | Зарегистрировано | Голосовало | Одобрили аннексию Сардинским королевством | Воспротивились аннексии Сардинским королевством | Воздержались | Недействительных | Военные |
| --------------------------------- | ------ | ---------------- | ---------- | ----------------------------------------- | ----------------------------------------------- | ------------ | ---------------- | ------- |
| Пармское герцогство               | 24 мая | ?                | 39.000     | 37.250                                    | 1.601                                           | 149          | 0                | -       |
| Ломбардо-Венецианское королевство | 8 июня | ?                | 561.683    | 561.002                                   | 681                                             | ?            | ?                | -       |

## 1859
В 1859 году прошли плебисциты в герцогстве Модена и Реджо и Пармском герцогстве (кроме долины Треббии, уже являвшейся частью Сардинского королевства)
| Территория           | Дата           | Зарегистрировано | Голосовало | Одобрили аннексию Сардинским королевством | Высказались за отдельное государство | Воздержались | Недействительных | Военные |
| -------------------- | -------------- | ---------------- | ---------- | ----------------------------------------- | ------------------------------------ | ------------ | ---------------- | ------- |
| Моденское герцогство | 14/21 августа  |                  |            |                                           |                                      |              | —                | -       |
| Пармское герцогство  | 11-12 сентября |                  |            |                                           |                                      |              | —                | -       |

## 1860
По результатам плебисцитов 1860 года часть территорий вошла в состав Сардинского королевства, а часть — в состав Франции.
| Территория                                                            | Дата        | Зарегистрировано | Голосовало | Одобрили аннексию Сардинским королевством | Высказались за отдельное государство | Воздержались | Недействительные | Военные |
| --------------------------------------------------------------------- | ----------- | ---------------- | ---------- | ----------------------------------------- | ------------------------------------ | ------------ | ---------------- | ------- |
| Бывшие территории Папской области (Болонья, Феррара, Равенна и Форли) | 11/12 марта | 526.218          | 427.512    | 426.006                                   | 756                                  | 750          | —                | -       |
| Великое герцогство Тосканское                                         | 11/12 марта | 534.000          | 386.445    | 366.571                                   | 14.925                               | 4.949        | —                | -       |

| Территория | Дата         | Зарегистрировано | Голосовало | Одобрили аннексию Францией | Высказались за свободную зону | Высказались против аннексии | Воздержались | Недействительные | Военные        |
| ---------- | ------------ | ---------------- | ---------- | -------------------------- | ----------------------------- | --------------------------- | ------------ | ---------------- | -------------- |
| Ницца      | 15/16 апреля | 30.712           | 25 933     | 25.743                     | —                             | 160                         | 4 779        | 30               | -              |
| Савойя     | 22/23 апреля | 135.449          | 130.839    | 130.523                    | 47 000                        | 235                         | около 600    | 71               | 6 033 из 6 350 |

| Территория | Дата       | Зарегистрировано | Голосовало | Одобрили аннексию Сардинским королевством | Высказались против аннексии | Воздержались | Недействительные | Военные |
| --- | ---------- | ---------------- | ---------- | ----------------------------------------- | --------------------------- | ------------ | ---------------- | ------- |
| Неаполь | 21 октября | 2.225.000        | 1.745.086  | 1.302.064                                 | 10.312                      | 479.914      | 504.914          | -       |
| Сицилия | 21 октября | 2.225.000        | 500.000    | 432.053                                   | 667                         | 9.914        | 4.914            | -       |
| Замечание: В состав Неаполитанского королевства входила вся Южная Италия с южной частью Лацио и Понцианскими островами, но без Понтекорво и Беневенто; эти анклавы Папской области участвовали в плебисците вместе с Неаполитанским королевством. |            |                  |            |                                           |                             |              |                  |         |

| Территория | Дата     | Зарегистрировано | Голосовало | Одобрили аннексию Сардинским королевством | Высказались за отдельное государство | Воздержались | Недействительные | Военные |
| ---------- | -------- | ---------------- | ---------- | ----------------------------------------- | ------------------------------------ | ------------ | ---------------- | ------- |
| Марка      | 4 ноября | 212.000          | 134.977    | 133.765                                   | 1.212                                | 77023        | ?                | -       |
| Умбрия     | 4 ноября | 123.000          | 97.708     | 97.040                                    | 308                                  | 25.292       | ?                | -       |

## 1866
| Территория | Дата          | Зарегистрировано | Голосовало | Одобрили аннексию Итальянским королевством | Высказались против аннексии | Воздержались | Недействительные | Военные |
| --- | ------------- | ---------------- | ---------- | ------------------------------------------ | --------------------------- | ------------ | ---------------- | ------- |
| Венеция | 21/22 октября | ?                | 647.495    | 647.426                                    | 69                          | ?            | 567              | -       |
| Замечание: Венеции принадлежал город Мантуя, восточная часть современной провинции Мантуя, а также центральная и западная части Фриули |               |                  |            |                                            |                             |              |                  |         |

## 1870
| Территория | Дата      | Зарегистрировано | Голосовало | Одобрили аннексию Итальянским королевством | Высказались против аннексии | Воздержались | Недействительные | Военные |
| --- | --------- | ---------------- | ---------- | ------------------------------------------ | --------------------------- | ------------ | ---------------- | ------- |
| Лацио | 2 октября | 167.548          | 135.188    | 133.681                                    | 1.507                       | -            | -                | -       |
| В 1870 году Папское государство примерно соответствовало современному региону Лацио, за исключением его южной части, Понцианских островов и провинции Риети |           |                  |            |                                            |                             |              |                  |         |